# TnT (luta profissional)
TnT (também referida como Tara & Tessmacher) foi uma dupla feminina de wrestling profissional, composta por  Tara e Brooke Tessmacher. A equipe trabalhava para a Total Nonstop Action Wrestling. Em 21 de julho, Tara e Miss Tessmacher ganharam o TNA Knockouts Tag Team Championship de Mexican America (Rosita e Sarita). A dupla se desfez no No Surrender, onde Tessmacher defendeu com sucesso o TNA Knockouts Championship contra Tara. No episódio seguinte do Impact Wrestling, sua ex-parceira a atacou, acabando definitivamente com a dupla. No Bound for Glory, Adams novamente defendeu seu título contra Tara, mais desta vez, sem sucesso.

## Títulos e prêmios
- Total Nonstop Action Wrestling
  - TNA Knockouts Championship (1 vez) - Brooke Tessmacher
  - TNA Knockouts Tag Team Championship (1 vez)